# Masao Ono
Masao Ono (japonsko 大埜 正雄), japonski nogometaš, * 2. marec 1923, Kanagava, Japonska, † 11. februar 2001.
Za japonsko reprezentanco je odigral tri uradne tekme.